# Herb Ellis (gitáros)
Herb Ellis (Farmersville, 1921. augusztus 4. – Los Angeles, 2010. március 28.), amerikai dzsesszgitáros.

## Pályafutása
1921-ben született Texasban, Farmersville-ben. Eleinte bendzsózott és szájharmonikázott, később gitározni kezdett. Az észak-texasi egyetemen dzsesszzenésznek tanult. A Detour Ahead című száma Dzsessz-sztenderddé vált.
Az Oscar Peterson trió tagja volt. 1953-ban csatlakozott a trióhoz. Annak ellenére, hogy ő volt a trió egyetlen fehér tagja, Ray Brownnal is jó barátságba került, és Brown feleségével, Ella Fitzgeralddal is szerepelt. A dzsessz olyan meghatározó alakjaival is játszott, mint Louis Armstrong, Jimmy Dorsey, Dizzy Gillespie, Coleman Hawkins, Roy Eldridge, Della Reese, Steve Allen, Red Skelton, Danny Kaye, Roy Eldridge, Coleman Hawkins, Stan Getz.

## Lemezválogatás
- Ellis In Wonderland (1956)
- I Love John Frigo...He Swings (1957)
- Nothing But the Blues (1957)
- Herb Ellis Meets Jimmy Giuffre (1959)
- Thank you Charlie Christian (1960)
- The Midnight Roll (1962)
- Jazz/Concord1972)
- Seven, Come Eleven ( (1973)
- Two for the Road1974)
- Soft Shoe (1974)
- Hot Tracks (1975)
- Hello Herbie (1981)
- Doggin' Around (1988)
- Roll Call (1991)
- An Evening with Herb Ellis (1995)
- Joe's Blues (1998)

## Díjak
- Grammy-díjak: 1963, 1990, 1991
- 1994: Arkansas Jazz Hall of Fame